# Willkommen in Mooseport
Willkommen in Mooseport (Originaltitel: Welcome to Mooseport) ist eine US-amerikanische Filmkomödie von Donald Petrie aus dem Jahr 2004.

## Handlung
Der frühere Präsident der Vereinigten Staaten Monroe Cole zieht nach seiner Amtszeit nach Mooseport in Maine. Dort verspricht er sich Ruhe vor seiner Ex-Ehefrau Charlotte und dem laufenden Scheidungsprozess. Nach dem Tod des Bürgermeisters bittet der Stadtrat Cole, für den freigewordenen Posten zu kandidieren. Cole willigt ein, da er als Bürgermeister sein Anwesen in Mooseport als Büro deklarieren kann. Damit wäre er vor den Forderungen seiner Ex-Frau geschützt. Außerdem scheint die Wahl eine reine Formalität zu sein, da er zunächst der einzige Kandidat ist.
Währenddessen wirbt Cole um die Gunst der Veterinärin Sally Mannis, die jahrelang mit dem ortsansässigen Handwerker Handy Harrison zusammen war. Cole lädt Sally dabei zu einem Abendessen ein. Als Handy dies erfährt, meldet er seine eigene Kandidatur an, um Sally zurückzugewinnen.
Um seinen Kontrahenten einzuschüchtern, verpflichten Coles Sekretärin Grace Sutherland und dessen Berater Will Bullard den erfahrenen Wahlkampfmanager Bert Langdon. Dessen Vorschläge erschrecken Grace aber so sehr, dass sie ihre Kündigung einreicht. Handy erhält währenddessen unerwartete Rückendeckung von Coles Ex-Frau Charlotte.
Eine öffentliche Debatte, bei der Cole eigentlich Handy als geeigneteren Kandidaten darstellen will, um bei einer Niederlage sagen zu können, dass der Sieg seines Kontrahenten nur ihm zu verdanken sei, endet in einem Debakel, da Harrison ihm darin zuvorkommt und beide angeben, für den jeweils anderen stimmen zu wollen. Zuletzt prügeln sich Cole und Handy deswegen hinter der Bühne, beide tragen leichte Blessuren davon. Später wird schließlich Cole mit einer Mehrheit von einer Stimme zum Bürgermeister von Mooseport gewählt. Bei seiner Dankesrede gibt er aber zu, doch für sich selbst gestimmt zu haben, und erklärt Handy zum Gewinner der Wahl. Handy wiederum gibt ebenfalls zu, für sich selbst gestimmt zu haben – Cole ist somit Bürgermeister.
Grace, mittlerweile schon beim Boarding, wird von Cole überrascht, der um ihre Hand anhält. Es kommt zur Versöhnung. Handy hält anschließend um Sallys Hand an, er gesteht ihr, dass er nie am Amt des Bürgermeisters interessiert war, sondern nur an ihrer Gunst. Er sagt ihr auch, dass er in Wirklichkeit doch für Cole stimmte und somit er der wahre Wahlsieger sei.
Zum Ende des Filmes besucht der Wahlkampfmanager Langdon Handys Handwerkerladen und fragt ihn, ob er am Amt des Gouverneurs interessiert wäre.

## Kritiken
James Berardinelli schrieb auf ReelViews, der Film gehöre zu zahlreichen Filmen, die man mit den Worten „was hätte sein können“ beschreiben könne. Zwei Stunden des Zuschauens einer Nachrichtensendung seien unterhaltsamer.
Roger Ebert schrieb in der Chicago Sun-Times vom 20. Februar 2004, die Wirkung des Films hänge vom Charme der Darsteller ab. Er lobte das Zusammenspiel von Ray Romano und Gene Hackman, der zu den „einnehmendsten“ Akteuren zähle, sowie die Darstellung von Maura Tierney.
Cinema schrieb: „Während der Zuschauer anfangs über skurrile Kleinstadtszenen, etwa einen nackten Jogger auf morgendlicher Runde, schmunzeln kann, verderben ihm arg verstaubte Gags und eine Reihe stereotyper Charaktere schließlich den Spaß an der Komödie. Selbst der routinierte Gene Hackman kann den Klamauk nicht retten.“
Das Lexikon des internationalen Films schrieb: „Zur Unverbindlichkeit tendierende Komödie mit harmlosen Sitcom-Platitüden, deren politischer Hintergrund nur Fassade ist.“

## Hintergrund
Der Film wurde in Los Angeles, in Toronto und in einigen anderen Orten von Ontario gedreht. Seine Produktionskosten betrugen schätzungsweise 26 Millionen US-Dollar. Der Film spielte in den Kinos der USA ca. 14,5 Millionen US-Dollar ein. Dies war der letzte Film mit Gene Hackman, bevor dieser seine Schauspielkarriere 2004 beendete.